# Wang Yuanji
Wang Yuanji (217-268 EC), formalment l'Emperadriu Wenming (文明皇后, literalment: "l'emperadriu civil i comprensiva") va ser una emperadriu vídua que va viure durant el període de la Dinastia Jin de la història xinesa. Ella era l'esposa de Sima Zhao, el regent de l'estat de Cao Wei durant el període dels Tres Regnes. Ella també va ser la mare de Sima Yan, l'emperador fundador de la Dinastia Jin.

## Biografia
El pare de Wang Yuanji, Wang Su (王肅), va ser un general militar de Cao Wei i un estudiós confucià. Sent jove ella va ser coneguda per la seva devoció filial. No se sap quan es va casar amb Sima Zhao, però sí que li va donar a llum cinc fills i una filla. Segons la història tradicional, ella va entreveure correctament que Zhong Hui era massa ambiciós i va advertir al seu marit que Zhong finalment es revoltaria.
Després de la mort de Sima Zhao en el 265, Sima Yan va heretar la seva posició com la màxima autoritat de Cao Wei i aviat va obligar a l'últim emperador de Cao Wei, Cao Huan, a abdicar a favor seu. Després d'establir la dinastia Jin, Sima Yan la va honrar com l'emperadriu vídua. Es diu que Wang va estar una emperadriu vídua humil que no va participar molt en els assumptes polítics. Ella va faltar en el 268 i va ser enterrada amb Sima Zhao, amb els honors propis d'una emperadriu.